# Copa do Mundo de Rugby Union de 2011
A Copa do Mundo de Rugby Union de 2011, realizada na Nova Zelândia, foi a sétima edição deste torneio. A competição realizada entre os dias 9 de setembro e 23 de outubro conta com a participação de 20 países.
O vencedor foi a Seleção Neozelandesa, ao vencer a Seleção Francesa na final por 8 a 7.

## Estádios
| Cidade           | Estádio                       | Capacidade |
| ---------------- | ----------------------------- | ---------- |
| Auckland         | Eden Park                     | 63,000*    |
| Whangarei        | Northland Events Centre       | 25,000     |
| Hamilton         | Waikato Stadium               | 30,000*    |
| Rotorua          | Rotorua International Stadium | 35,000     |
| New Plymouth     | Yarrow Stadium                | 24,000     |
| Napier           | McLean Park                   | 22,000     |
| Palmerston North | Arena Manawatu                | 18,000     |
| Wellington       | Westpac Stadium               | 40,000*    |
| Nelson           | Trafalgar Park                | 16,000     |
| Dunedin          | Carisbrook                    | 30,000*    |
| Invercargill     | Rugby Park                    | 17,000     |

Transferido
| Cidade       | Estádio     | Capacidade |
| ------------ | ----------- | ---------- |
| Christchurch | AMI Stadium | 50,000*    |

Devido aos danos causados, pelo terremoto de 22 de Fevereiro de 2011, ao Estádio e as muitas outras instalações em Christchurch, os jogos foi transferidos. As duas quartas de final programados foi transferidos para Auckland, e os cinco jogos do grupo foi movidos para outros centros.

## Participantes
Seleções classificadas pela performance na edição de 2007:
| África          | Américas    | Ásia | Europa                                                             | Oceania                                    |
| --------------- | ----------- | ---- | ------------------------------------------------------------------ | ------------------------------------------ |
| - África do Sul | - Argentina |      | - Escócia - França - Inglaterra - Irlanda - Itália - País de Gales | - Austrália - Fiji - Nova Zelândia - Tonga |

Seleções classificadas pelas eliminatórias:
| África    | Américas                  | Ásia    | Europa                       | Oceania |
| --------- | ------------------------- | ------- | ---------------------------- | ------- |
| - Namíbia | - Canadá - Estados Unidos | - Japão | - Geórgia - Rússia - Romênia | - Samoa |

### Por grupo
| Grupo A                                           | Grupo B                                                | Grupo C                                                  | Grupo D                                                  |
| ------------------------------------------------- | ------------------------------------------------------ | -------------------------------------------------------- | -------------------------------------------------------- |
| - Nova Zelândia - França - Tonga - Canadá - Japão | - Inglaterra - Argentina - Escócia - Geórgia - Romênia | - Austrália - Irlanda - Itália - Rússia - Estados Unidos | - África do Sul - País de Gales - Samoa - Fiji - Namíbia |

## Fase de grupos
Os dois primeiros colocados se classificam às quartas-de-final e garantem vaga antecipada na Copa do Mundo de 2015, enquanto o terceiro colocado garante apenas a vaga direta na Copa do Mundo de 2015.

Caso duas equipes terminem empatadas na classificação final, avança a equipe que tenha vencido o confronto direto. O segundo critério é o saldo de pontos.
| Classificada às quartas-de-final e a Copa do Mundo de 2015 |
| Classificada a Copa do Mundo de 2015                       |

### Grupo A
| Equipe        | J | V | E | D | TF | PF  | PA  | +/-  | BP | Pts |
| ------------- | - | - | - | - | -- | --- | --- | ---- | -- | --- |
| Nova Zelândia | 4 | 4 | 0 | 0 | 36 | 240 | 49  | +191 | 4  | 20  |
| França        | 4 | 2 | 0 | 2 | 13 | 124 | 96  | +28  | 3  | 11  |
| Tonga         | 4 | 2 | 0 | 2 | 7  | 80  | 98  | -18  | 1  | 9   |
| Canadá        | 4 | 1 | 1 | 2 | 9  | 82  | 168 | -86  | 0  | 6   |
| Japão         | 4 | 0 | 1 | 3 | 8  | 69  | 184 | -115 | 0  | 2   |

| 9 de Setembro de 2011 | Nova Zelândia | 41 - 10 | Tonga                                                           | Eden Park, Auckland                    |  |
|                       | Tries: Israel Dagg 12' 29' Richard Kahui 19' 32' Jerome Kaino 59' Ma'a Nonu 77' Conv: Dan Carter Colin Slade Penais: Dan Carter | report  | Tries: Sona Taumalolo 72' Conv: Kurt Morath Penais: Kurt Morath | Público: 60,214 Árbitro: George Clancy |  |

| 10 de Setembro de 2011 | França | 47 - 21 | Japão                                                                               | North Harbour Stadium, Auckland |  |
|                        | Tries: Julien Pierre 5' François Trinh-Duc 12' Vincent Clerc 33' Lionel Nallet 71' Pascal Papé 77' Morgan Parra 80+' Conv: Dimitri Yachvili Penais: Dimitri Yachvili 20' 29' 67' | Report  | Tries: James Arlidge 31' 49' Conv: James Arlidge Penais: James Arlidge 17' 40+' 58' | Árbitro: Steve Walsh            |  |

| 14 de Setembro de 2011 | Tonga                                                                     | 20 - 25 | Canadá | Okara Park, Whangarei                    |  |
|                        | Tries: Siale Piutau 40' 53' Conv: Kurt Morath Penais: Kurt Morath 43' 64' | report  | Tries: Jebb Sinclair 13' Aaron Carpenter 67' Phil Mackenzie 73' Conv: James Pritchard Penais: James Pritchard 26' 45' | Público: 17,174 Árbitro: Jonathan Kaplan |  |

| 16 de Setembro de 2011 | Nova Zelândia | 83 - 7 | Japão                                             | Waikato Stadium, Hamilton             |  |
|                        | Tries: Conrad Smith 4' Richard Kahui 16' 45' Jerome Kaino 21' Keven Mealamu 30' Andy Ellis 34' Colin Slade 36' Sonny Bill Williams 51' 79' Isaia Toeava 56' Andrew Hore 60' Ma'a Nonu 62' Adam Thomson 76' Conv: Colin Slade | Report | Tries: Hirotoki Onozawa 58' Conv: Murray Williams | Público: 30,484 Árbitro: Nigel Owens, |  |

| 18 de Setembro de 2011 | França | 46- 19 | Canadá                                                                                              | McLean Park, Napier                     |  |
|                        | Tries: Vincent Clerc 4' 79' 80+' Damien Traille 64' Conv: Morgan Parra Penais: Morgan Parra 17' 37' 39' 40+' 48' Drop: François Trinh-Duc 57' | Report | Tries: Ryan Smith 7' Conv: James Pritchard Penais: James Pritchard 3' 60' Drop: Ander Monro 44' 49' | Público: 14,230 Árbitro: Craig Joubert, |  |

| 21 de Setembro de 2011 | Tonga | 31 - 18 | Japão                                                                                       | Northland Events Centre, Whangarei |  |
|                        | Tries: Viliami Ma'afu 6' Tukulua Lokotui 15' Fetu'u Vainikolo 54' Conv: Kurt Morath Penais: Kurt Morath 29' 32' 48' 67' | report  | Tries: Kensuke Hatakeyama 13' Michael Leitch 23' Alisi Tupuailai 63' Penais: Shaun Webb 39' | Árbitro: Dave Pearson              |  |

| 24 de Setembro de 2011 | Nova Zelândia | 37 - 17 | França                                                                                              | Eden Park, Auckland     |  |
|                        | Tries: Adam Thomson 10' Cory Jane 17' Israel Dagg 21' 42' Sonny Bill Williams 77' Conv: Dan Carter Penais: Dan Carter 48' Drop: Dan Carter 64' | report  | Tries: Maxime Mermoz 54' François Trinh-Duc 76' Conv: Dimitri Yachvili Penais: Dimitri Yachvili 39' | Árbitro: Alain Rolland, |  |

| 27 de Setembro de 2011 | Canadá | 23 - 23 | Japão                                                                                        | McLean Park, Napier      |  |
|                        | Tries: DTH van der Merwe 7' Phil Mackenzie 44' Ander Monro 75' Conv: James Pritchard Penais: Ander Monro 64' 78' | report  | Tries: Shota Horie 10' Kosuke Endo 40' Conv: James Arlidge Penais: James Arlidge 24' 66' 73' | Árbitro: Jonathan Kaplan |  |

| 1 de Outubro de 2011 | França                                                        | 14 - 19 | Tonga                                                                               | Westpac Stadium, Wellington |  |
|                      | Tries: Vincent Clerc 80+' Penais: Dimitri Yachvili 2' 23' 50' | report  | Tries: Sukanaivalu Hufanga 26' Conv: Kurt Morath Penais: Kurt Morath 7' 36' 67' 73' |                             |  |

| 2 de Outubro de 2011 | Nova Zelândia | 79 - 15 | Canadá                                                                 | Westpac Stadium, Wellington            |  |
|                      | Tries: Zac Guildford 7' 25' 35' 77' Victor Vito 11' 80+' Israel Dagg 20' Mils Muliaina 29' Jimmy Cowan 44' Jerome Kaino 62' 68' Sonny Bill Williams 60' Conv: Colin Slade Piri Weepu Penais: Colin Slade 16' | Report  | Tries: Conor Trainor 40+' 42' Conv: Ander Monro Penais: Ander Monro 2' | Público: 37,665 Árbitro: Romain Poite, |  |

### Grupo B
| Equipe     | J | V | E | D | TF | PF  | PA  | +/-  | BP | Pts |
| ---------- | - | - | - | - | -- | --- | --- | ---- | -- | --- |
| Inglaterra | 4 | 4 | 0 | 0 | 18 | 137 | 34  | +103 | 2  | 18  |
| Argentina  | 4 | 3 | 0 | 1 | 10 | 90  | 40  | +50  | 2  | 14  |
| Escócia    | 4 | 2 | 0 | 2 | 4  | 73  | 59  | +14  | 3  | 11  |
| Geórgia    | 4 | 1 | 0 | 3 | 3  | 48  | 90  | -42  | 0  | 4   |
| Romênia    | 4 | 0 | 0 | 4 | 3  | 44  | 169 | -125 | 0  | 0   |

| 10 de Setembro de 2011 | Escócia | 34 - 24 | Romênia | Rugby Park Stadium, Invercargill |  |
|                        | Tries: Mike Blair 8' Joe Ansbro 21' Simon Danielli 75' 78' Conv: Chris Paterson Penais: Chris Paterson 3' 38' 53' 71' | report  | Tries: Mihaita Lazăr 40' Daniel Carpo 67' Conv: Ionuţ Dimofte Penais: Dănuţ Dumbravă 12' 23' Ionuţ Dimofte 54' 62' | Árbitro: Dave Pearson            |  |

| 10 de Setembro de 2011 | Argentina                                            | 9 - 13 | Inglaterra                                                                  | Otago Stadium, Dunedin  |  |
|                        | Penais: Felipe Contepomi 7' Martín Rodríguez 20' 45' | report | Tries: Ben Youngs 67' Conv: Jonny Wilkinson Penais: Jonny Wilkinson 12' 75' | Árbitro: Bryce Lawrence |  |

| 14 de Setembro de 2011 | Escócia                                               | 15 - 6 | Geórgia                             | Rugby Park Stadium, Invercargill       |  |
|                        | Penais: Dan Parks 24' 34' 71' 76' Drop: Dan Parks 39' | Report | Penais: Merab Kvirikashvili 17' 73' | Público: 10,267 Árbitro: George Clancy |  |

| 17 de Setembro de 2011 | Argentina | 43 - 8 | Romênia                                          | Rugby Park Stadium, Invercargill     |  |
|                        | Tries: Santiago Fernández 5' Juan Manuel Leguizamón 9' Juan Figallo 21' Lucas González Amorosino 30' Juan José Imhoff 64' Genaro Fessia 72' Conv: Martin Rodríguez Penais: Martin Rodríguez 44' | report | Tries: Ionel Cazan 32' Penais: Ionuţ Dimofte 14' | Público: 12,605 Árbitro: Steve Walsh |  |

| 18 de Setembro de 2011 | Inglaterra | 41 - 10 | Geórgia                                                                                 | Otago Stadium, Dunedin    |  |
|                        | Tries: Shontayne Hape 4' 21' Delon Armitage 47' Manu Tuilagi 62' Chris Ashton 65' 80+' Conv: Toby Flood Penais: Toby Flood 35' | report  | Tries: Dimitri Basiliaia 40+' Conv: Merab Kvirikashvili Penais: Merab Kvirikashvili 27' | Árbitro: Jonathan Kaplan, |  |

| 24 de Setembro de 2011 | Inglaterra | 67 - 3 | Romênia                    | Otago Stadium, Dunedin |  |
|                        | Tries: Mark Cueto 15' 22' 27' Chris Ashton 32' 35' 70' Ben Youngs 41' Ben Foden 49' Manu Tuilagi 61' Tom Croft 68' Conv: Jonny Wilkinson Toby Flood Penais: Jonny Wilkinson 2' | report | Penais: Dănuţ Dumbravă 38' | Árbitro: Romain Poite  |  |

| 25 de Setembro de 2011 | Argentina                                                                                       | 13 - 12 | Escócia                                                                                | Wellington Regional Stadium, Wellington |  |
|                        | Tries: Lucas Gonzalez Amorosino 73' Conv: Felipe Contepomi 73' Penais: Felipe Contepomi 19' 64' | Report  | Penais: Chris Paterson 35' Ruaridh Jackson 38' Drop: Ruaridh Jackson 65' Dan Parks 72' | Árbitro: Wayne Barnes,                  |  |

| 28 de Setembro de 2011 | Geórgia | 25 - 9 | Romênia                                          | Arena Manawatu, Palmerston North      |  |
|                        | Tries: Mamuka Gorgodze 56' Conv: Merab Kvirikashvili 56' Penais: Merab Kvirikashvili 9' 24' 31' 36' 70' Malkhaz Urjukashvili 76' | report | Penais: Dănuț Dumbravă 12' 34' Florin Vlaicu 72' | Público: 13,228 Árbitro: Dave Pearson |  |

| 2 de Outubro de 2011 | Inglaterra                                                                                         | 16 - 12 | Escócia                                                          | Eden Park, Auckland                     |  |
|                      | Tries: Chris Ashton 78' Conv: Toby Flood Penais: Jonny Wilkinson 34' 63' Drop: Jonny Wilkinson 57' | report  | Penais: Chris Paterson 9' 55' Dan Parks 78' Drop: Dan Parks 40+' | Público: 58,213 Árbitro: Craig Joubert, |  |

| 2 de Outubro de 2011 | Argentina | 25 - 7 | Geórgia                                               | Arena Manawatu, Palmerston North        |  |
|                      | Tries: Juan José Imhoff 32' Felipe Contepomi 68' Agustín Gosio 79' Conv: Felipe Contepomi Marcelo Bosch Penais: Felipe Contepomi 51' 60' | report | Tries: Lasha Khmaladze 39' Conv: Malkhaz Urjukashvili | Público: 13,754 Árbitro: Alain Rolland, |  |

### Grupo C
| Equipe         | J | V | E | D | TF | PF  | PA  | +/-  | BP | Pts |
| -------------- | - | - | - | - | -- | --- | --- | ---- | -- | --- |
| Irlanda        | 4 | 4 | 0 | 0 | 15 | 135 | 34  | +101 | 1  | 17  |
| Austrália      | 4 | 3 | 0 | 1 | 25 | 173 | 48  | +125 | 3  | 15  |
| Itália         | 4 | 2 | 0 | 2 | 13 | 92  | 95  | -3   | 2  | 10  |
| Estados Unidos | 4 | 1 | 0 | 3 | 4  | 38  | 122 | -84  | 0  | 4   |
| Rússia         | 4 | 0 | 0 | 4 | 8  | 57  | 196 | -139 | 1  | 1   |

| 11 de Setembro 2011 | Austrália | 32 - 6 | Itália                           | North Harbour Stadium, Auckland |  |
|                     | Tries: Ben Alexander 49' Adam Ashley-Cooper 55' James O'Connor 58' Digby Ioane 49' Conv: James O'Connor Penais: Quade Cooper 19' 30' | report | Penais: Mirco Bergamasco 37' 40' | Árbitro: Alain Rolland          |  |

| 11 de Setembro 2011 | Irlanda                                                                                                | 22 - 10 | Estados Unidos                                                           | Stadium Taranaki, New Plymouth |  |
|                     | Tries: Tommy Bowe 40' 60' Rory Best 56' Conv: Jonathan Sexton Ronan O'Gara Penais: Jonathan Sexton 15' | report  | Tries: Paul Emerick 80' Conv: Valenese Malifa Penais: James Paterson 16' | Árbitro: Craig Joubert         |  |

| 15 de Setembro 2011 | Rússia                                           | 6 - 13 | Estados Unidos                                                       | Stadium Taranaki, New Plymouth |  |
|                     | Penais: Yuri Kushnarev 3' Konstantin Rachkov 78' | report | Tries: Chris Wyles 19' Conv: Chris Wyles Penais: Chris Wyles 12' 65' | Árbitro: Dave Pearson          |  |

| 17 de Setembro 2011 | Austrália                      | 6 - 15 | Irlanda                                                                        | Eden Park, Auckland                     |  |
|                     | Penais: James O'Connor 11' 23' | report | Penais: Jonathan Sexton 17' 49' Ronan O'Gara 62' 71' Drop: Jonathan Sexton 19' | Público: 58,678 Árbitro: Bryce Lawrence |  |

| 20 de Setembro 2011 | Itália | 53 - 17 | Rússia                                                                                                   | Trafalgar Park, Nelson |  |
|                     | Tries: Sergio Parisse 6' Giulio Toniolatti 13' 23' Tommaso Benvenuti 16' 48' Try Penal 29' Edoardo Gori 37' Luke McLean 64' Alessandro Zanni 77' Conv: Riccardo Bocchino | report  | Tries: Aleksandr Yanyushkin 34' Vladimir Ostroushko 50' Aleksey Makovetskiy 71' Conv: Konstantin Rachkov | Árbitro: Wayne Barnes, |  |

| 23 de Setembro 2011 | Austrália | 67 - 5 | Estados Unidos        | Wellington Regional Stadium, Wellington |  |
|                     | Tries: Robert Horne 8' Rocky Elsom 11' Kurtley Beale 30' Anthony Fainga'a 34' 71' Drew Mitchell 44' Pat McCabe 47' Adam Ashley-Cooper 59' 64' 66' Radike Samo 78' Conv: Quade Cooper Berrick Barnes | report | Tries: JJ Gagiano 23' | Árbitro: Nigel Owens,                   |  |

| 25 de Setembro 2011 | Irlanda | 62 - 12 | Rússia                                                                     | Rotorua International Stadium, Rotorua   |  |
|                     | Tries: Fergus McFadden 10' Sean O'Brien 13' Isaac Boss 38' Keith Earls 39' 48' Andrew Trimble 40+' Rob Kearney 65' Shane Jennings 73' Tony Buckley 79' Conv: Ronan O'Gara Jonathan Sexton Penais: Ronan O'Gara 6' | Report  | Tries: Vasily Artemyev 50' Denis Simplikevich 59' Conv: Konstantin Rachkov | Público: 25,661 Árbitro: Craig Joubert , |  |

| 27 de Setembro 2011 | Itália | 27-10  | Estados Unidos                                                   | Trafalgar Park, Nelson                 |  |
|                     | Tries: Sergio Parisse 3' Luciano Orquera 30' Martín Castrogiovanni 40' Try Penal 66' Conv: Mirco Bergamasco Penais: Mirco Bergamasco 22' | report | Tries: Chris Wyles 18' Conv: Chris Wyles Penais: Chris Wyles 28' | Público: 14,997 Árbitro: George Clancy |  |

| 1 de Outubro de 2011 | Austrália | 68 - 22 | Rússia | Trafalgar Park, Nelson  |  |
|                      | Tries: Berrick Barnes 7' 79' Drew Mitchell 9' 49' Ben McCalman 12' David Pocock 15' 22' Stephen Moore 36' Adam Ashley-Cooper 39' Salesi Ma'afu 42' Conv: James O'Connor | report  | Tries: Vladimir Ostroushko 33' Denis Simplikevich 60' Konstantin Rachkov 68' Conv: Konstantin Rachkov Drop: Konstantin Rachkov 47' | Árbitro: Bryce Lawrence |  |

| 2 de Outubro de 2011 | Irlanda | 36 - 6 | Itália                           | Otago Stadium, Dunedin   |  |
|                      | Tries: Brian O'Driscoll 48' Keith Earls 53' 80+' Conv: Ronan O'Gara Jonathan Sexton Penais: Ronan O'Gara 7' 18' 35' 44' Jonathan Sexton 70' | report | Penais: Mirco Bergamasco 11' 21' | Árbitro: Jonathan Kaplan |  |

### Grupo D
| Equipe        | J | V | E | D | TF | PF  | PA  | +/-  | BP | Pts |
| ------------- | - | - | - | - | -- | --- | --- | ---- | -- | --- |
| África do Sul | 4 | 4 | 0 | 0 | 21 | 166 | 24  | +142 | 2  | 18  |
| País de Gales | 4 | 3 | 0 | 1 | 23 | 180 | 34  | +146 | 3  | 15  |
| Samoa         | 4 | 2 | 0 | 2 | 9  | 91  | 49  | +42  | 2  | 10  |
| Fiji          | 4 | 1 | 0 | 3 | 7  | 59  | 167 | -108 | 1  | 5   |
| Namíbia       | 4 | 0 | 0 | 4 | 5  | 44  | 266 | -222 | 0  | 0   |

| 10 de Setembro de 2011 | Fiji | 49 - 25 | Namíbia                                                                                               | Rotorua International Stadium, Rotorua |  |
|                        | Tries: Vereniki Goneva 6' 20' 40' 52' Leone Nakarawa 18' Napolioni Nalaga 77' Conv: Seremaia Bai Penais: Seremaia Bai 17' 24' 74' | report  | Tries: Heinz Koll 44' Chrysander Botha 56' Penais: Theuns Kotze 4' 37' Drop: Theuns Kotze 11' 13' 15' | Árbitro: Nigel Owens                   |  |

| 11 de Setembro de 2011 | África do Sul                                                                            | 17 - 16 | País de Gales                                                           | Wellington Regional Stadium, Wellington |  |
|                        | Tries: François Steyn 3' Francois Hougaard 65' Conv: Morne Steyn Penais: Morne Steyn 18' | reprot  | Tries: Toby Faletau 54' Conv: James Hook Penais: James Hook 10' 32' 50' | Público: 28,498 Árbitro: Wayne Barnes   |  |

| 14 de Setembro de 2011 | Samoa | 49 - 12 | Namíbia                                                      | Rotorua International Stadium, Rotorua |  |
|                        | Tries: Kahn Fotuali'i 1' Alesana Tuilagi 17' 35' 55' Paul Williams 59' Penal try 70' Conv: Tusi Pisi Paul Williams Penais: Tusi Pisi 10' 24' Paul Williams 53' | Report  | Tries: Danie van Wyk 63' Theuns Kotze 79' Conv: Theuns Kotze | Público: 19,500 Árbitro: Romain Poite  |  |

| 17 de Setembro de 2011 | África do Sul | 49 - 3 | Fiji                     | Westpac Stadium, Wellington           |  |
|                        | Tries: Gurthrö Steenkamp 26' Jaque Fourie 34' Frans Steyn 49' Morné Steyn 61' Tendai Mtawarira 70' Danie Rossouw 75' Conv: Morné Steyn Penais: Morné Steyn 29' 40' Frans Steyn 11' | Report | Penais: Seremaia Bai 20' | Público: 33,262 Árbitro: Romain Poite |  |

| 18 de Setembro de 2011 | País de Gales                                                                | 17 - 10 | Samoa                                                                      | Waikato Stadium, Hamilton |  |
|                        | Tries: Shane Williams 67' Penais: James Hook 12' 27' Rhys Priestland 43' 66' | report  | Tries: Anthony Perenise 40+' Conv: Paul Williams Penais: Paul Williams 21' | Árbitro: Alain Rolland,   |  |

| 22 de Setembro de 2011 | África do Sul | 87 - 0 | Namíbia | North Harbour Stadium, Auckland         |  |
|                        | Tries: Gio Aplon 7' 65' Bryan Habana 22' Try Penal 30' Jaque Fourie 38' Frans Steyn 49' Morné Steyn 61' Juan de Jongh 63' 71' François Hougaard 68' 80' Danie Rossouw 78' Conv: Morné Steyn Ruan Pienaar Penais: Morné Steyn 4' | Report |         | Público: 26,839 Árbitro: George Clancy, |  |

| 25 de Setembro de 2011 | Fiji                                            | 7 - 27 | Samoa | Eden Park, Auckland                      |  |
|                        | Tries: Netani Talei 67' Conv: Waisea Luveniyali | report | Tries: Kahn Fotuali'i 62' George Stowers 70' Conv: Paul Williams Penais: Tusi Pisi 6' 10' 27' 45' Drop: Tusi Pisi 12' | Público: 60,327 Árbitro: Bryce Lawrence, |  |

| 26 de Setembro de 2011 | País de Gales | 81 - 7 | Namíbia                                  | Stadium Taranaki, New Plymouth       |  |
|                        | Tries: Scott Williams 8' 47' 70' Aled Brew 14' Toby Faletau 17' Gethin Jenkins 50' George North 61' 62' Jonathan Davies 62' Lloyd Williams 75' Lee Byrne 77' Alun Wyn Jones 80' Conv: Stephen Jones Rhys Priestland Penais: Stephen Jones 2' | report | Tries: Heinz Koll 53' Conv: Theuns Kotze | Público: 13,710 Árbitro: Steve Walsh |  |

| 30 de Setembro de 2011 | África do Sul                                                                       | 13 - 5 | Samoa                     | North Harbour Stadium, Auckland |  |
|                        | Tries: Bryan Habana 9' Conv: Morné Steyn Penais: François Steyn 25' Morné Steyn 27' | report | Tries: George Stowers 51' | Árbitro: Nigel Owens            |  |

| 2 de Outubro de 2011 | País de Gales | 66 - 0 | Fiji | Waikato Stadium, Hamilton              |  |
|                      | Tries: Jamie Roberts 6' 51' Scott Williams 17' George North 32' Sam Warburton 6' 39' Lloyd Burns 59' Leigh Halfpenny 68' Lloyd Williams 73' Jonathan Davies 80+' Conv: Rhys Priestland Stephen Jones Penais: Rhys Priestland 21' | report |      | Público: 28,476 Árbitro: Wayne Barnes, |  |

## Fase final
Todos os jogos seguem o fuso horário do Brasil (UTC-3).
Seguem também o horário de verão 2011/2012 (UTC-2), que começará às 0h do dia 16 de outubro de 2011. A mudança de horário afetará apenas as regiões Sul, Sudeste e Centro-Oeste do Brasil.
|  | Quartas de final                                   | Quartas de final                            |                                             |           | Semifinais     | Semifinais     |  |  | Final                                       | Final |
|  |                                                    |                                             |                                             |           |                |                |  |  |                                             |       |
|  | 8 de Outubro - 02:00 - Westpac Stadium, Wellington |                                             |                                             |           |                |                |  |  |                                             |       |
|  |                                                    |                                             |                                             |           |                |                |  |  |                                             |       |
|  | Irlanda                                            | 10                                          |                                             |           |                |                |  |  |                                             |       |
|  | Irlanda                                            | 10                                          | 15 de Outubro - 05:00 - Eden Park, Auckland |           |                |                |  |  |                                             |       |
|  | País de Gales                                      | 22                                          |                                             |           |                |                |  |  |                                             |       |
|  | País de Gales                                      | 22                                          | País de Gales                               | 8         |                |                |  |  |                                             |       |
|  | 8 de Outubro - 04:30 - Eden Park, Auckland         |                                             | País de Gales                               | 8         |                |                |  |  |                                             |       |
|  |                                                    | França                                      | 9                                           |           |                |                |  |  |                                             |       |
|  | Inglaterra                                         | França                                      | 9                                           | 12        |                |                |  |  |                                             |       |
|  | Inglaterra                                         |                                             | 23 de Outubro - 06:00 - Eden Park, Auckland | 12        |                |                |  |  |                                             |       |
|  | França                                             | 19                                          |                                             |           |                |                |  |  |                                             |       |
|  | França                                             | 19                                          | Nova Zelândia                               | 8         |                |                |  |  |                                             |       |
|  | 9 de Outubro - 02:00 - Westpac Stadium, Wellington |                                             | Nova Zelândia                               | 8         |                |                |  |  |                                             |       |
|  |                                                    | França                                      | 7                                           |           |                |                |  |  |                                             |       |
|  | África do Sul                                      | França                                      | 7                                           | 9         |                |                |  |  |                                             |       |
|  | África do Sul                                      | 16 de Outubro - 06:00 - Eden Park, Auckland |                                             | 9         |                |                |  |  |                                             |       |
|  | Austrália                                          | 11                                          |                                             |           |                |                |  |  |                                             |       |
|  | Austrália                                          | 11                                          | Austrália                                   | 6         | Terceiro lugar | Terceiro lugar |  |  |                                             |       |
|  | 9 de Outubro - 04:30 - Eden Park, Auckland         |                                             | Austrália                                   | 6         | Terceiro lugar | Terceiro lugar |  |  |                                             |       |
|  |                                                    | Nova Zelândia                               | 20                                          |           |                |                |  |  |                                             |       |
|  | Nova Zelândia                                      | Nova Zelândia                               | 20                                          | 33        | País de Gales  | 18             |  |  |                                             |       |
|  | Nova Zelândia                                      |                                             |                                             | 33        | País de Gales  | 18             |  |  |                                             |       |
|  | Argentina                                          | 10                                          |                                             | Austrália | 21             |                |  |  |                                             |       |
|  | Argentina                                          | 10                                          |                                             |           | 21             |                |  |  |                                             |       |
|  |                                                    |                                             |                                             |           |                |                |  |  | 21 de Outubro - 05:30 - Eden Park, Auckland |       |
|  |                                                    |                                             |                                             |           |                |                |  |  |                                             |       |

### Quartas de finais
| 8 de Outubro | Irlanda                                                            | 10 - 22 | País de Gales | Westpac Stadium, Wellington            |  |
| 02:00        | Tries: Keith Earls 45' Conv: Ronan O'Gara Penais: Ronan O'Gara 24' | report  | Tries: Shane Williams 3' Mike Phillips 51' Jonathan Davies 64' Conv: Rhys Priestland Penais: Leigh Halfpenny 29' | Público: 35,787 Árbitro: Craig Joubert |  |

| 8 de Outubro | Inglaterra                                                | 12 - 19 | França                                                                                                   | Eden Park, Auckland                  |  |
| 04:30        | Tries: Ben Foden 55' Mark Cueto 77' Conv: Jonny Wilkinson | report  | Tries: Vincent Clerc 22' Maxime Médard 31' Penais: Dimitri Yachvili 11' 16' Drop: François Trinh-Duc 73' | Público: 49,105 Árbitro: Steve Walsh |  |

| 9 de Outubro | África do Sul                                     | 9 - 11 | Austrália                                               | Westpac Stadium, Wellington |  |
| 02:00        | Penais: Morné Steyn 39' 56' Drop: Morné Steyn 60' | report | Tries: James Horwill 11' Penais: James O'Connor 17' 72' | Árbitro: Bryce Lawrence     |  |

| 9 de Outubro | Nova Zelândia                                                                                           | 33 - 10 | Argentina                                                                        | Eden Park, Auckland  |  |
| 04:30        | Tries: Kieran Read 69' Brad Thorn 79' Conv: Aaron Cruden Penais: Piri Weepu 13' 26' 36' 40' 50' 59' 73' | Report  | Tries: Julio Farías Cabello 32' Conv: Felipe Contepomi Penais: Marcelo Bosch 46' | Árbitro: Nigel Owens |  |

### Semifinais
| 15 de Outubro | País de Gales                                  | 8 - 9  | França                           | Eden Park, Auckland                     |  |
| 05:00         | Tries: Mike Phillips 58' Penais: James Hook 8' | Report | Penais: Morgan Parra 22' 35' 51' | Público: 58,630 Árbitro: Allain Rolland |  |

| 16 de Outubro | Nova Zelândia                                                                 | 20 - 6 | Austrália                                         | Eden Park, Auckland                     |  |
| 06:00         | Tries: Ma'a Nonu 6' Penais: Piri Weepu 13' 38' 43' 73' Drop: Aaron Cruden 22' | Report | Penais: James O'Connor 16' Drop: Quade Cooper 32' | Público: 60,087 Árbitro: Craig Joubert, |  |

### Terceiro lugar
| 21 de Outubro | País de Gales                                                                                               | 18 - 21 | Austrália | Eden Park, Auckland                    |  |
| 05:30         | Tries: Shane Williams 50' Leigh Halfpenny 80+' Conv: Stephen Jones Penais: James Hook 20' Stephen Jones 71' | report  | Tries: Berrick Barnes 12' Ben McCalman 76' Conv: James O'Connor Penais: James O'Connor 54' 58' Drop: Berrick Barnes 68' | Público: 53,014 Árbitro: Wayne Barnes, |  |

## Final
| 23 de Outubro 06:00                                    |        |                                                     |                                                           |
| França                                                 | 7 - 8  | Nova Zelândia                                       | Eden Park, Auckland Árbitro: Craig Joubert, África do Sul |
| Tries: Thierry Dusautoir 47' Conv.: François Trinh-Duc | Report | Tries: Tony Woodcock 15' Penais: Stephen Donald 46' | Eden Park, Auckland Árbitro: Craig Joubert, África do Sul |

| Nova Zelândia  |    |                     |  |     |
|                |    |                     |  |     |
| FB             | 15 | Israel Dagg         |  |     |
| RW             | 14 | Cory Jane           |  |     |
| OC             | 13 | Conrad Smith        |  |     |
| IC             | 12 | Ma'a Nonu           |  | 76' |
| LW             | 11 | Richard Kahui       |  |     |
| FH             | 10 | Aaron Cruden        |  | 34' |
| SH             | 9  | Piri Weepu          |  | 50' |
| N8             | 8  | Kieran Read         |  |     |
| OF             | 7  | Richie McCaw        |  |     |
| BF             | 6  | Jerome Kaino        |  |     |
| RL             | 5  | Samuel Whitelock    |  | 49' |
| LL             | 4  | Brad Thorn          |  |     |
| TP             | 3  | Owen Franks         |  |     |
| HK             | 2  | Keven Mealamu       |  | 49' |
| LP             | 1  | Tony Woodcock       |  |     |
| Substituições: |    |                     |  |     |
| HK             | 16 | Andrew Hore         |  | 49' |
| PR             | 17 | Ben Franks          |  |     |
| N8             | 18 | Ali Williams        |  | 49' |
| FL             | 19 | Adam Thomson        |  |     |
| FH             | 20 | Andy Ellis          |  | 50' |
| FH             | 21 | Stephen Donald      |  | 34' |
| CE             | 22 | Sonny Bill Williams |  | 76' |
| Técnico:       |    |                     |  |     |
| Graham Henry   |    |                     |  |     |

| França          |    |                     |  |             |
|                 |    |                     |  |             |
| FB              | 15 | Maxime Médard       |  |             |
| RW              | 14 | Vincent Clerc       |  | 46'         |
| OC              | 13 | Aurélien Rougerie   |  |             |
| IC              | 12 | Maxime Mermoz       |  |             |
| LW              | 11 | Alexis Palisson     |  |             |
| FH              | 10 | Morgan Parra        |  | 12' 18' 23' |
| SH              | 9  | Dimitri Yachvili    |  | 76'         |
| N8              | 8  | Imanol Harinordoquy |  |             |
| OF              | 7  | Julien Bonnaire     |  |             |
| BF              | 6  | Thierry Dusautoir   |  |             |
| RL              | 5  | Lionel Nallet       |  |             |
| LL              | 4  | Pascal Papé         |  | 70'         |
| TP              | 3  | Nicolas Mas         |  |             |
| HK              | 2  | William Servat      |  | 65'         |
| LP              | 1  | Jean-Baptiste Poux  |  | 65'         |
| Substituições:  |    |                     |  |             |
| HK              | 16 | Dimitri Szarzewski  |  | 65'         |
| PE              | 17 | Fabien Barcella     |  | 65'         |
| LK              | 18 | Julien Pierre       |  | 70'         |
| FL              | 19 | Fulgence Ouedraogo  |  |             |
| SH              | 20 | Jean-Marc Doussain  |  | 76'         |
| FH              | 21 | François Trinh-Duc  |  | 12' 18' 23' |
| FB              | 22 | Damien Traille      |  | 46'         |
| Técnico:        |    |                     |  |             |
| Marc Lièvremont |    |                     |  |             |

## Campeã
| Copa do Mundo de Rugby Union de 2011 |
| ------------------------------------ |
| Nova Zelândia (2º título)            |

## Estatísticas

### Times
- Maior número de pontos:  Nova Zelândia (301),  País de Gales (228),  Austrália (221)
- Maior número de Tries:  Nova Zelândia (40),  País de Gales (29),  Austrália (28)
- Maior número de conversões:  Nova Zelândia (25),  País de Gales (22),  África do Sul (20)
- Maior número de penalidades:  França (17),  Nova Zelândia (15),  País de Gales  Escócia (13)
- Maior número de Drop Goals:  Escócia (4),  Namíbia (3)
- Maior número de cartões amarelos:  Tonga (3),  Estados Unidos  Namíbia  Inglaterra (2)
- Maior número de cartões vermelhos:  País de Gales  Samoa (1)

### Jogadores
- Maior número de pontos:  Morné Steyn (62);  James O'Connor (52);   Kurt Morath (45)
- Maior número de Tries:  Chris Ashton,  Vincent Clerc (6);  Israel Dagg,   Keith Earls,  Adam Ashley-Cooper (5)
- Maior número de conversões:  Morné Steyn,  Colin Slade (14);  James O'Connor (13)
- Maior número de penalidades:  Piri Weepu,  Kurt Morath (11);  Dimitri Yachvili (9)
- Maior número de Drop Goals:  Theuns Kotze,  Dan Parks (3);  François Trinh-Duc  Ander Monro (2)
- Maior número de cartões amarelos: 18 jogadores (1)
- Maior número de cartões vermelhos:  Paul Williams,  Sam Warburton (1)